# Paralympische Spiele

Symbol der Paralympics

Die Paralympischen Spiele, auch Paralympics genannt, sind die an der Idee der Olympischen Spiele angelehnten internationalen Wettkampfveranstaltungen für Sportler mit körperlicher oder geistiger Behinderung.
Die Paralympics werden vom Internationalen Paralympischen Komitee (IPC) organisiert und sind aufgeteilt in Paralympische Sommerspiele und Paralympische Winterspiele. Die jeweiligen Spiele des Sommers und des Winters finden turnusmäßig alle vier Jahre an denselben Orten und direkt im Anschluss an die Olympischen Sommerspiele bzw. die Olympischen Winterspiele statt.
Paralympisch anerkannte Sportarten und deren Startklassen werden weltweit einheitlich anerkannt, klassifiziert und in Meisterschaften für Sportler auf Welt- und Kontinentalebene organisiert. Die Teilnehmer der Paralympischen Spiele werden Paralympioniken genannt.

## Der Begriff „Paralympics“
Der Begriff „Paralympics“ ist ein Kofferwort. Ursprünglich wurde er als Zusammensetzung der Wörter paraplegic (englisch „querschnittsgelähmt“) und Olympic geschaffen. Um ihn auch auf Menschen mit anderen Behinderungsarten zu erweitern, wurde die Wortbildung neu definiert und wird jetzt auf die griechischen Worte para („neben“) und Olympics zurückgeführt, um die Nähe zur olympischen Bewegung und das Nebeneinander der Spiele auszudrücken. Der Begriff wurde offiziell zum ersten Mal bei den Olympischen Spielen 1988 in Korea verwendet. Vorher wurden diese als „Weltspiele der Gelähmten“, „Olympiade der Behinderten“ oder „Weltspiele der Behinderten“ bezeichnet.

## Öffentliches Interesse
Die Paralympics standen viele Jahre lang im Verhältnis zu den Olympischen Spielen weit weniger in der öffentlichen Wahrnehmung; die Medien berichteten oft nur von einzelnen Leistungen. Liveübertragungen der zahlreichen Veranstaltungen fanden nur einen sehr kleinen Interessentenkreis und werden – wenn überhaupt – der Nachfrage entsprechend an untergeordneten Sendeplätzen bzw. Sendezeiten ausgestrahlt. Die Paralympischen Spiele 2012 in London wurden in Deutschland medial stark beachtet und mit zahlreichen Übertragungen in den Hauptsendezeiten den Olympischen Spielen angenähert.

## Geschichte
1948 begannen in Aylesbury (England) die ersten Sportspiele für Rollstuhlfahrer, die sogenannten Stoke Mandeville Games, am selben Tag wie die Olympischen Spiele von London. Der deutschstämmige Neurologe Sir Ludwig Guttmann hatte sie initiiert, um die Wettkämpfe der Menschen mit Behinderung mit den Spielen der Nichtbehinderten zu verbinden. An den Stoke Mandeville Games nahmen 14 kriegsversehrte Männer und Frauen mit Rückenmarksverletzungen teil. Die Teilnehmer maßen ihre Fertigkeiten im Bogenschießen.
1960 fanden die ersten „Weltspiele der Gelähmten“ in Rom statt, aber nicht mehr parallel zu den Olympischen Sommerspielen, sondern wenige Wochen später. 400 Athleten aus 21 Nationen, vorerst nur Rollstuhlsportler, nahmen an den Spielen teil. Seitdem finden die Paralympics alle vier Jahre statt, immer im selben Jahr wie die Olympischen Spiele.
1964 starteten in Tokio (Japan) 335 Teilnehmer bei den II. Paralympics.
1968 war Tel Aviv (Israel) Austragungsort der III. Paralympics, 750 Athleten aus 29 Nationen bestritten die Wettkämpfe.
1972 nahmen bereits 1000 Sportler bei den IV. Paralympics in Heidelberg (Bundesrepublik Deutschland) teil.
1976 starteten in Toronto (Kanada) bei den V. Paralympics erstmals auch Amputierte und Sehbehinderte. 1600 Athleten aus 42 Nationen bestritten die Spiele, und in Örnsköldsvik (Schweden) wurden erstmals Paralympische Winterspiele ausgetragen, bei denen 250 Skirennläufer aus 14 Nationen konkurrierten.
1980 beheimatete Arnheim (Niederlande) bei den VI. Paralympics 2500 Teilnehmer aus 42 Ländern, und an den II. Winterspielen in Geilo (Norwegen) nahmen 350 Sportler aus 18 Nationen teil.
1984 weigerte sich das kommerzielle Organisationsteam der Olympischen Spiele von Los Angeles, die „International Games for Disabled“ durchzuführen. Begründung war, dass dies „nicht in das professionelle Image der Spiele von LA passe“. Daraufhin bot sich die Chicagoer Vorortgemeinde Champagne an, die Veranstaltung durchzuführen. Wenige Monate vor der geplanten Eröffnungsfeier gab die Gemeinde die Spiele zurück mit der Begründung, es fehlen 100.000 $US zur Deckung der Kosten. Daraufhin wurden die Spiele geteilt. Die Gelähmten trugen ihre Wettkämpfe letztmals im britischen Stoke Mandeville aus. Alle anderen körperlich Behinderten wurden frenetisch von den stolzen Bürgern der New Yorker Long-Island-Gemeinde Hempstead gefeiert. Die dortige Hofstra University sammelte innerhalb von zwei Stunden die benötigten Gelder ein und organisierte die Spiele. Winterspiele fanden nach Absage Jugoslawiens erstmals in Österreich statt, und zwar in Innsbruck.
1988 konkurrierten 3053 Sportler aus 61 Nationen in Seoul bei den Sommerspielen auf den Wettkampfstätten der Olympischen Spiele, und die Winter-Paralympics waren mit 397 Athleten aus 22 Ländern erneut zu Gast in Innsbruck.
Die Verantwortung für die Organisation und Entwicklung der Behinderten-Spiele ging 1989 auf das Internationale Paralympische Komitee (IPC) über, das in Düsseldorf gegründet wurde und seinen Sitz in Bonn hat.
Seit den Sommer-Paralympics 1988 finden die Spiele regelmäßig am selben Ort wie die Olympischen Spiele statt. In einem am 19. Juni 1991 geschlossenen Abkommen zwischen dem Internationalen Olympischen Komitee und dem IPC wurde diese Praxis für alle Spiele ab den IX. Sommer-Paralympics 1992 in Barcelona (Spanien) festgeschrieben. Dort fanden sich 3020 Teilnehmer ein, und Tignes (Frankreich) war Austragungsort der V. Winterspiele.
1994 setzte Lillehammer (Norwegen) neue Maßstäbe bei den Winterspielen mit 1000 Startern aus 31 Ländern.
Bei den Sommerspielen 1996 kam es nicht nur zu einem neuen Teilnehmerrekord mit 3195 Aktiven, sondern trotz der neuen Vereinbarung zu einer Blamage für die USA: Die Organisatoren in Atlanta ließen nach den Olympics die Einrichtungen bereits abbauen, so dass die Paralympics quasi in Ruinen stattfanden.
1998 fanden die VII. Winter-Paralympics in Nagano (Japan) statt.
2000 wurde in Sydney (Australien) aufgrund der rund 650.000 Zuschauern deutlich, dass es sich bei den Paralympics mit 4000 Sportlern aus 125 Nationen um eine Großveranstaltung handelt. Bei der Generalversammlung des IPC in Sydney wurde Bonn als Standort des IPC Headquarters gegen starke Konkurrenz aus Paris und Madrid gewählt.
2001 wurde eine Vereinbarung zwischen IOC und IPC geschlossen, dass die Paralympics immer zwei Wochen nach Abschluss der Olympischen Spiele am selben Veranstaltungsort und an denselben Wettkampfstätten stattfinden, und eine Bewerbung für beide Veranstaltungen erfolgen muss.
2002 war Salt Lake City (USA) für 500 Wintersportler aus 35 Nationen Austragungsort der VIII. Winter-Paralympics.
2004 gingen in Athen (Griechenland), dem Land der „Geburtsstätte“ der olympischen Bewegung, bei den XII. Sommer-Paralympics 4000 Athleten aus 136 Nationen in 19 Sportarten an den Start.
2006 kämpften bei den IX. Winter-Paralympics in Turin (Italien) 477 Sportler aus 39 Nationen in 4 Sportarten um insgesamt 70 Medaillen.
2007 wurde auf der 7. Generalversammlung des Europäischen Paralympischen Komitees (EPC) in Heraklion (Griechenland) Wien neben den Bewerberstädten Rom, Istanbul und Lausanne als neues Hauptquartier und permanentes Büro des EPC ausgewählt.
2008 fanden die XIII. Sommer-Paralympics in Peking (China) statt, wo sich 4000 Athleten in 20 Sportarten messen konnten.
2010 kämpften bei den X. Winter-Paralympics in Vancouver (Kanada) mehr als 600 Sportler aus über 40 Nationen um Medaillen.
Seit der Bewerbung für die Olympischen Spiele 2012 müssen Städte in ihren Bewerbungen auch die Ausrichtung der Paralympics mit einbeziehen, welche dann vom selben lokalen Organisationskomitee wie die Olympischen Spiele koordiniert werden. Die Paralympics beginnen entsprechend dieser Vereinbarung immer in der dritten Woche nach Ende der Olympischen Spiele.
Nicht alle Sportarten und Wettbewerbe für Behinderte sind trotz des Wachstums der paralympischen Bewegung paralympisch, traditionell eigenständig agieren zum Beispiel die Deaflympics für Gehörlose und die Special Olympics für Menschen mit kognitiver Behinderung.

## Paralympische Symbole

### Paralympischer Eid
Der paralympische Eid ist das bei der Eröffnungsfeier der Paralympischen Spiele von einem aktiven Sportler des gastgebenden Landes und einem Kampfrichter abgegebene Versprechen, den Fair-Play/Fairness-Gedanken zu beachten. Seit den Sommer-Paralympics 1972 in Heidelberg wird der Eid auch von einem Kampfrichter und seit den Sommer-Paralympics 2012 in London auch von einem Trainer gesprochen. Der Eid unterscheidet sich nicht vom olympischen Eid, jedoch wird das Wort olympisch durch paralympisch ersetzt.
Die aktuelle Fassung lautet:
„Im Namen aller Athleten verspreche ich, dass wir an den Paralympischen Spielen teilnehmen und dabei die gültigen Regeln respektieren und befolgen und uns dabei einem Sport ohne Doping und ohne Drogen verpflichten, im wahren Geist der Sportlichkeit, für den Ruhm des Sports und die Ehre unserer Mannschaft.“

### Paralympischer Fackellauf
Der paralympische Fackellauf ist eine Eröffnungszeremonie der Paralympischen Spiele in der Neuzeit. Er ist das paralympische Pendant zum olympischen Fackellauf, der seinen Ursprung im olympischen Feuer der griechische Antike hat; das Feuer wurde zu Ehren der Göttin Hestia entzündet.
Bis 2010 durfte das Gastgeberland die Art und den Ort des Entzündens selbst entscheiden. Seit den Sommer-Paralympics 2012 in London hat sich dies geändert. Seitdem wird die paralympische Fackel in Stoke Mandeville, dem Gründungsort der paralympischen Bewegung und dem Austragungsort des Vorgängers der Paralympischen Spiele, entzündet. Zu diesem Zweck wurde dort eine Armillarsphäre mit sechs Metern Durchmesser gebaut, durch die ein Rollstuhlfahrer Funken erzeugen kann.
Die Fackel des paralympischen Fackellaufs ist baugleich mit der Fackel des olympischen Fackellaufs, jedoch ist der Griff der Fackel himmelblau anstelle von rot.

### Logos

Bis 1987
1988–1994
1994–2004
Bis 2010

Bis 1987 führte das IPC das Logo der Olympischen Spiele. Nachdem das IOC auf seine Exklusivrechte auf die olympischen Ringe pochte, musste das IPC auf ein alternatives Logo ausweichen: Fünf Tränen in gleicher Farbe und Anordnung, wie die olympischen Ringe. Später legte das IOC auch gegen dieses Logo Einspruch ein, weil dieses den olympischen Ringen zu sehr ähnelt. Darauf wurde die Zahl der Tränen auf drei verringert. Völlig freiwillig führte das IPC im Jahre 2004 das heutige Logo mit den drei farbigen Bögen ein.

## Austragungsorte

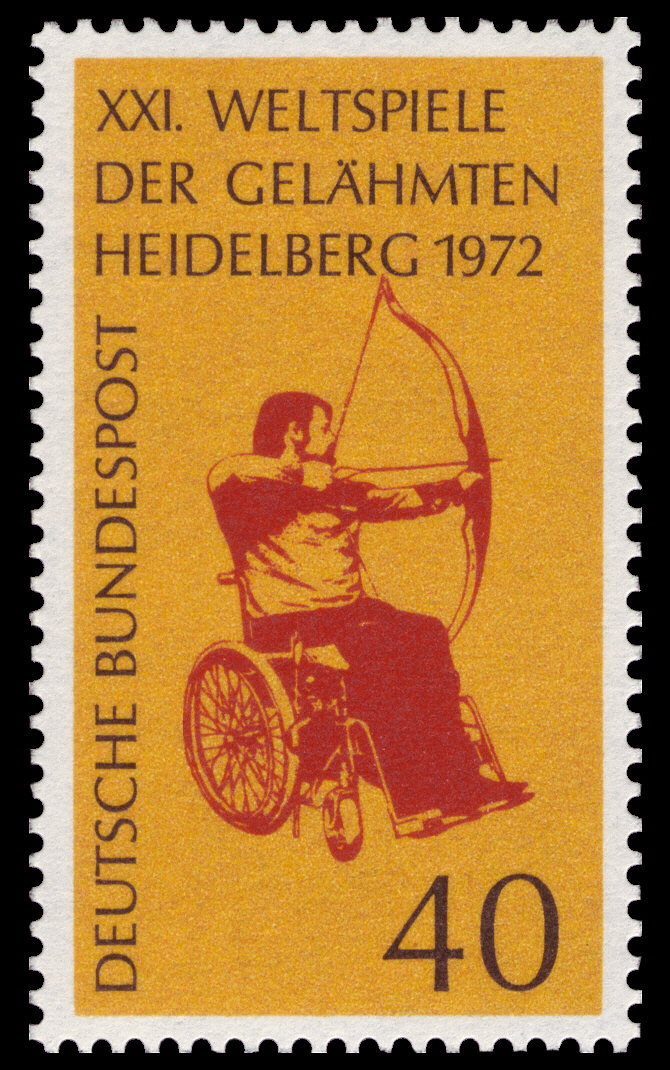
Briefmarke der Deutschen Bundespost (1972) zu den Weltspielen der Gelähmten 1972 in Heidelberg

| Jahr | Austragungsort                       |
| ---- | ------------------------------------ |
| 1960 | Rom                                  |
| 1964 | Tokio                                |
| 1968 | Tel Aviv                             |
| 1972 | Heidelberg                           |
| 1976 | Toronto                              |
| 1980 | Arnheim                              |
| 1984 | Stoke Mandeville Hempstead, New York |
| 1988 | Seoul                                |
| 1992 | Barcelona                            |
| 1996 | Atlanta                              |
| 2000 | Sydney                               |
| 2004 | Athen                                |
| 2008 | Peking                               |
| 2012 | London                               |
| 2016 | Rio de Janeiro                       |
| 2020 | Tokio                                |
| 2024 | Paris                                |
| 2028 | Los Angeles                          |
| 2032 | Brisbane                             |

| Jahr | Austragungsort            |
| ---- | ------------------------- |
| 1976 | Örnsköldsvik              |
| 1980 | Geilo                     |
| 1984 | Innsbruck                 |
| 1988 | Innsbruck                 |
| 1992 | Albertville-Tignes        |
| 1994 | Lillehammer               |
| 1998 | Nagano                    |
| 2002 | Salt Lake City            |
| 2006 | Turin                     |
| 2010 | Vancouver                 |
| 2014 | Sotschi                   |
| 2018 | Pyeongchang               |
| 2022 | Peking                    |
| 2026 | Mailand-Cortina d’Ampezzo |

## Sportarten
Bei Paralympischen Sommerspielen und bei Paralympischen Winterspielen stehen insgesamt 28 Sportarten im Programm, davon 22 im Sommer und 6 im Winter.
| - Bogenschießen - Leichtathletik - Bankdrücken (Powerlifting) - Boccia - Para-Radsport - Bahnradsport - Straßenrennen - Para-Dressursport - Fußball - 5er-Fußball - 7er-Fußball (bis 2016) | - Goalball - Para-Judo - Parakanu - Pararudern - Segeln (bis 2016) - Sportschießen - Schwimmen - Parabadminton | - Tischtennis - Paratriathlon - Sitzvolleyball - Rollstuhlbasketball - Rollstuhlfechten - Rollstuhlrugby - Rollstuhltennis - Taekwondo |

| - Ski Alpin - Ski Nordisch - Sledge-Eishockey - Rollstuhlcurling - Biathlon - Para-Snowboarding |

## Teilnahmeberechtigung

### DBS-Klassifizierungsordnung
Die DBS-Klassifizierungsordnung ist eine Vorgabe, die die Vergleichbarkeit der Leistungen der Athleten bei paralympischen Wettbewerben auf Grundlage des IPC Athlete Classification Code reguliert. Teilnahmeberechtigt sind nur Athleten, die mindestens eine der folgenden zehn Beeinträchtigungskategorien dauerhaft aufweisen:
| - Beeinträchtigung der Muskelkraft - Beeinträchtigung der passiven Beweglichkeit - Amputation oder Fehlbildung von Gliedmaßen - Unterschiedliche Beinlängen | - Kleinwuchs - Muskelhypertonie - Ataxie - Athetose | - Beeinträchtigung der Sehfähigkeit - Geistige Beeinträchtigung |

Auch Behinderungen wie Cerebralparese, Querschnittlähmung und Spastik sind über die genannten zehn Kategorien abgedeckt. Manche der paralympischen Sportarten sind für alle Behinderungskategorien offen, andere nur für ausgewählte. Nicht teilnahmeberechtigt sind Gehörlose und Organtransplantierte, da diese Gruppen über ihre eigenen Weltspiele, die Deaflympics und die World Transplant Games, verfügen.

### Zulassung geistig beeinträchtigter Menschen
Die Zulassung von geistig Beeinträchtigten ist bei den Paralympischen Spielen begrenzt umsetzbar. Mit einem stärkeren Schwerpunkt auf diese Sportler werden die Special Olympics veranstaltet.
Nachdem die spanische Basketballmannschaft im Jahr 2000 in Sydney mehrheitlich eine geistige Behinderung vortäuschte, wurde diese Beeinträchtigungskategorie wegen befürchteten erneuten Vortäuschungen von den Paralympischen Spielen 2004 in Athen und 2008 in Peking gestrichen. Insgesamt wurden Spanien nach den Paralympics 2000 fünf Goldmedaillen aberkannt. Seit den Spielen 2012 in London hat das internationale Paralympische Komitee Menschen mit geistiger Beeinträchtigungen wieder für Wettbewerbe zugelassen.

### Klassifizierung von Sportlern
Es werden die Sportler zunächst in einer der zehn unterschiedlichen Behinderungskategorien eingeteilt, die international anerkannt sind („Klassifizierung“). Dabei werden die Art der Behinderung und ihre Auswirkung auf die Ausübung einer jeweiligen Sportart berücksichtigt. Innerhalb der einzelnen Behinderungskategorien werden die Athleten nach einer individuellen Prüfung in Startklassen der paralympischen Sportarten eingeordnet, die je nach paralympischer Sportart und je nach Behinderungskategorie sehr unterschiedlich sein können. Die Einteilung in Kategorien und Startklassen ist die Grundlage für faire Wettkämpfe, da sich ähnliche Behinderungen auf die funktionellen Fähigkeiten und Voraussetzungen der Sportler hinsichtlich einer Sportart unterschiedlich auswirken. Klassifizierungen und die Einordnung in Startklassen sollen Leistungen im Sinne der Chancengleichheit untereinander vergleichbar machen, so dass einzig und allein die individuellen Fähigkeiten, Kraft, Fitness, Ausdauer, taktisches und strategisches Geschick sowie mentale Stärke über den Erfolg in Leistungswettbewerben entscheiden.

## Weitere Sportwettkämpfe für Menschen mit Behinderung
- Special Olympics – Spiele für Sportler mit geistiger Behinderung
- Deaflympics – Spiele für gehörlose Sportler
- Deutsches Down-Sportlerfestival – Spiele für Sportler mit Down-Syndrom
- Fußball-Weltmeisterschaft 2006 der Menschen mit Behinderung
- World Transplant Games – Spiele für Sportler mit transplantierten Organen